# Hocine Benmiloudi
Hocine Benmiloudi (El Madania, 31 gennaio 1955 – Algeri, 5 novembre 1981) è stato un calciatore algerino, di ruolo attaccante.

## Carriera
È deceduto il 5 novembre 1981, all'età di 26 anni, durante un match di campionato contro l'USM Aïn Beïda per cause naturali dopo essersi accasciato a terra sul terreno di gioco.
Con la nazionale algerina ha preso parte alla Coppa d'Africa 1980.